# 巴尔德曼科德莱斯特拉斯
巴尔德曼科德莱斯特拉斯，是西班牙卡斯蒂利亚-拉曼恰雷阿尔城省的一个市镇。 总面积143平方公里，总人口282人（2001年），人口密度2人/平方公里。